# Polyptyque du Duomo de Camerino
Le polyptyque du duomo de Camerino est une peinture à la détrempe et à l'or sur panneau (340 × 442/474 cm) réalisée  par Carlo Crivelli, datée d'environ 1490 et démembrée vers divers musées. Le panneau central, signé KAROLUS CHRIVELLUS VENETUS EQUES [L]AUREATUS PINXIT, connu sous le nom de Vierge à la chandelle (Madonna della Candeletta), est conservé à la pinacothèque de Brera à Milan.

## Histoire
Le contrat pour la commande à Carlo Crivelli d'un polyptyque pour l'autel central de la cathédrale de Camerino est daté du 10 mai 1488. Il indique des mesures de 10 pieds (3,4 mètres) de large par 13 ou 14 pieds (4,7 mètres) de haut. La signature sur le retable central montre comment l'artiste a fièrement apposé le titre de eques laureatus, ou « chevalier » qui lui a été attribué en 1490 par Ferdinand d'Aragon, de sorte que l'achèvement de l'œuvre est certainement postérieure.
On sait peu de choses sur les événements historiques de cette machine d'autel complexe. Toutefois, une lettre adressée le 16 mai 1548 au chapitre de la cathédrale par l'évêque Berardo Bongiovanni et conservée dans les archives diocésaines de Camerino, permet de conclure que le retrait du polyptyque du maître-autel avait déjà eu lieu cette année-là, dans le cadre du réaménagement fonctionnel et décoratif du presbytère souhaité par le prélat. D'autres documents conservés dans les archives de la Curie confirment qu'au XVIIIe siècle, l'œuvre n'était pas sur le maître-autel et que des parties de celui-ci ont probablement été placées sur l'envers de la façade de l'église. Lorsque l'église a été détruite par un tremblement de terre en 1799, le tableau a été endommagé et a été déplacé à l'église San Domenico.
C'est là que les commissaires de Napoléon ont prélevé les œuvres pour les emmener au musée Brera de Milan. On sait que la partie centrale, dite Madonna della Candeletta, les saints Ansevin et Jérôme (panneau parvenu à la Galeries de l'Académie de Venise) et la Crucifixion, inventoriés respectivement sous les numéros 713, 714 et 712, sont parvenus au musée. Le dernier panneau est aujourd'hui considéré comme étranger au polyptyque.
Le panneau de gauche avec les saints Pierre et Paul après avoir été récupéré dans décombres de l'église et particulièrement endommagé a été restauré par le sculpteur Vincenzo Bigioli et vendu à un noble de San Severino qui, en 1843, le déclara comme une œuvre de Niccolò Alunno. En 1890, Milziade Santoni a reconnu le panneau comme une œuvre de Crivelli appartenant au polyptyque de la cathédrale de Camerino et sur la suggestion de Giulio Cantalamessa, a été acheté par l'État en 1895 et envoyé à Venise, où entre-temps l'autre panneau latéral de Brera était déjà arrivé en 1893.
Sur la base d'une série d'éléments techniques, stylistiques et iconographiques dont la présence de la petite figure rouge d'un ange qui apparaît au sommet des panneaux, de nombreux panneaux ont été identifiés parmi ceux qui constituaient le polyptyque, et qui sont dispersés dans de nombreux musées en Europe et aux États-Unis, dont les douze panneaux avec des figures de saints qui ornaient les pylônes de la structure architecturale, des saints qui à l'époque devaient être chers à la tradition ecclésiastique et à la dévotion populaire. Parmi les saints locaux, outre saint Ansevin, évêque de Camerino, il y a le bienheureux Ugolino Magalotti, anachorète des monts Sibyllins, un sujet que certains critiques identifient plutôt au bienheureux Andrea Gallerani de Sienne ou même à Nicodème.
D'autres panneaux qui constituaient le polyptyque ont disparu ou ont été détruits : on ignore notamment quel sujet (peut-être une Crucifixion ou une Pietà) était représenté dans le registre supérieur. L'hypothèse selon laquelle il pourrait s'agir du panneau avec la Crucifixion de Brera n'a pas été confirmée. De plus, toute trace de prédelle est absente.

## Description et style
Le polyptyque de la cathédrale de Camerino a une forme transitoire. Polyptyque avec les figures divisées en compartiments, il montre néanmoins une connexion spatiale entre les différents panneaux. Ce sont probablement les mécènes eux-mêmes qui ont demandé une structure archaïque, puisque l'artiste, au cours de ces mêmes années, adhérait à des modules plus nettement Renaissance, dérivés de l'exemple d'Andrea Mantegna, de Luca Signorelli et d'autres artistes actifs dans la région ou dans les zones voisines dont Giovanni Bellini, dont il ne prenait cependant que des repères superficiels, par exemple dans le retable de San Pietro di Muralto (vers 1488-1489).
À cette époque, Crivelli est au sommet de sa gloire dans les Marches, ayant consolidé un langage pictural qui, tout en s'appuyant sur les innovations de la Renaissance et sur la virtuosité coloristique développée à Venise et à Padoue, s'attarde à plaire aux goûts du gothique tardif des mécènes friands de l'or scintillant des tableaux, du raffinement des tissus portés par les personnages et des détails empruntés aux différents arts.

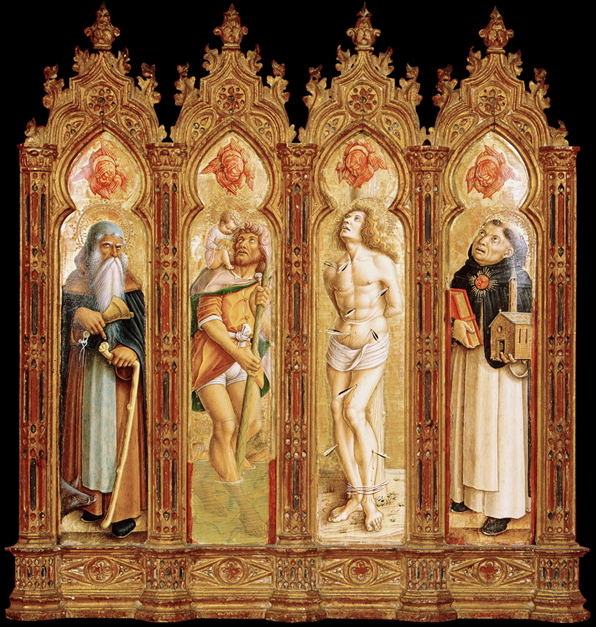
Les quatre saints, soit de gauche à droite : saint Antoine abbé, saint Christophe, saint Sébastien et saint Thomas d'Aquin, musée d'Art de Denver.
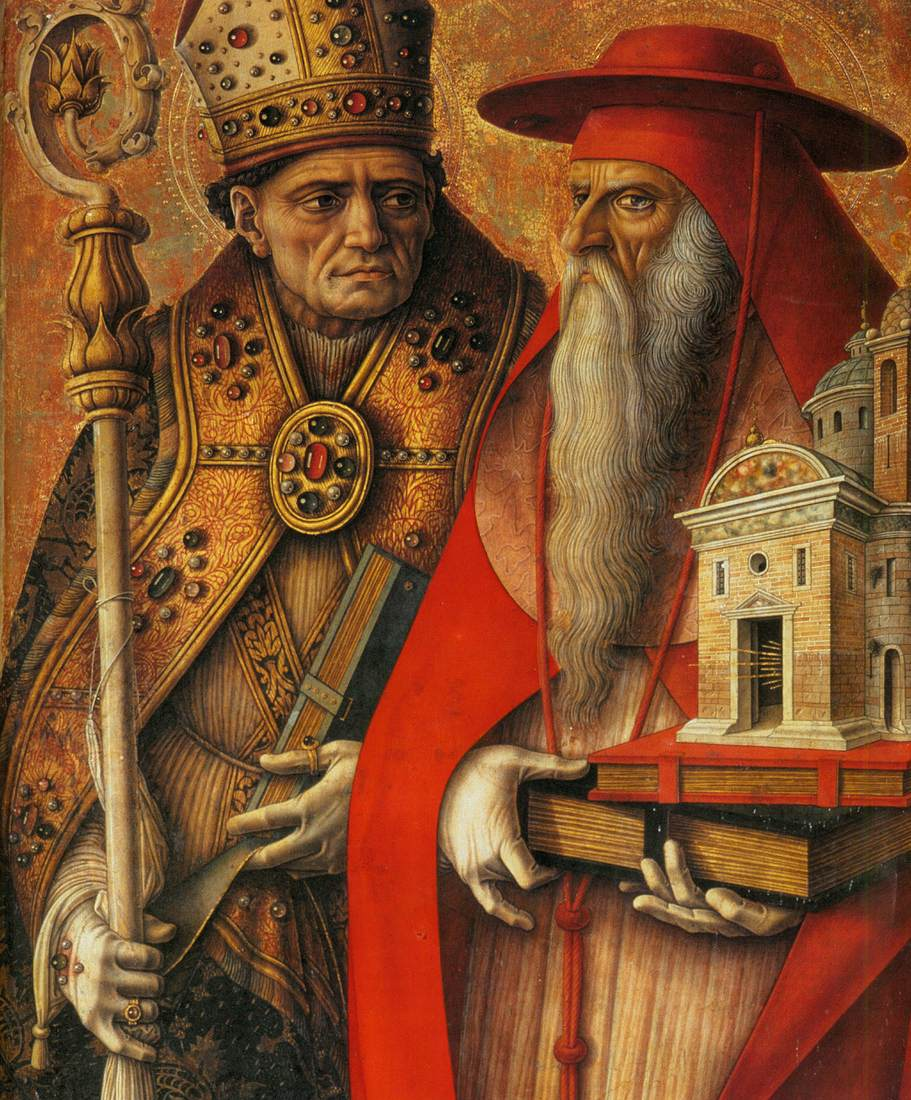
Détail des saints Ansevin et Jérôme.
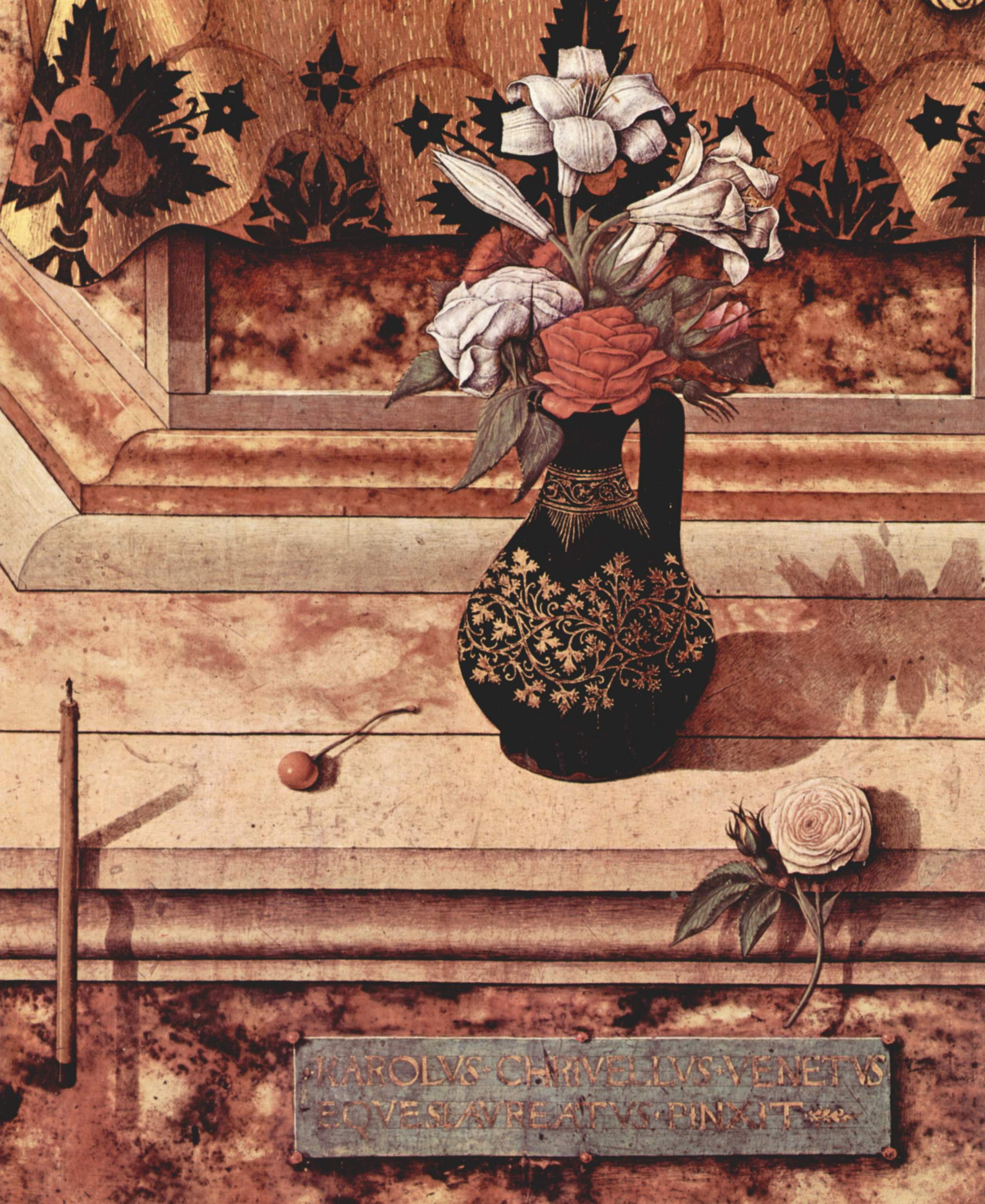
Détail de la Vierge à la chandelle.

### Panneaux connus du polyptyque
- Vierge à la chandelle (Madonna della Candeletta), 218 × 75 cm, Milan, Pinacoteca di Brera.
- Saints Pierre et Paul, 217 × 47 cm (la moitié gauche est perdue), Milan, Pinacoteca di Brera (dépôt à long terme de Venise, Gallerie dell'Accademia)
- Saints Ansevin et Jérôme, 187 × 71 cm (la marche inférieure n'est pas d'origine), Milan, Pinacoteca di Brera (prêt à long terme de Venise, Gallerie dell'Accademia)
- Saint Augustin, 51 × 15 cm, Avignon, musée du Petit Palais.
- Saint Nicolas, 51 × 15 cm, Avignon, Musée du Petit Palais.
- Sainte Catherine de Sienne, 51 × 15 cm, Avignon, Musée du Petit Palais.
- Sainte Lucie, 51 × 15 cm, Avignon, Musée du Petit Palais.
- Saint Antoine abbé, 51 × 15 cm, Denver, Musée d'Art de Denver.
- Saint Christophe, 51 × 15 cm, Denver, musée d'Art de Denver.
- Saint Sébastien, 51 × 15 cm, Denver, musée d'Art de Denver.
- Saint Thomas d'Aquin, 51 × 15 cm, Denver, musée d'Art de Denver.
- Sainte Catherine d'Alexandrie, 48 × 13 cm, Florence, musée Stibbert.
- Saint Dominique, 48 × 13 cm, Florence, musée Stibbert.
- Saint François recevant les stigmates, 51 × 15 cm, Portland (Oregon), Portland Art Museum.
- Bienheureux Ugolino Magalotti da Fiegni (?), 51 × 15 cm, Portland, Portland Art Museum.

## Possible reconstruction
|  |
|  |
|  |
|  |
|  |
|  |

|  |
|  |
|  |
|  |
|  |
|  |

## Source de traduction
- (it) Cet article est partiellement ou en totalité issu de l’article de Wikipédia en italien intitulé « Polittico del Duomo di Camerino » (voir la liste des auteurs).